# Herwig Stiegler
Herwig Stiegler (* 23. Dezember 1938 in Mödling) ist ein österreichischer Rechtshistoriker.

## Leben
Er studierte Rechtswissenschaft an der Universität Graz, wo er 1963 promoviert wurde. Seit 1971 war er dort als Dozent tätig, von 1975 bis zur Pensionierung als außerordentlicher Professor für römisches Recht und Rechtsgeschichte.

## Veröffentlichungen
- Statusstreit und Kindeserbrecht. Probleme des edictum Carbonianum, Graz 1972 (= Habilitationsschrift)
- mit Peter Apathy, Georg Klingenberg: Einführung in das römische Recht, Wien u. a. 1994, 2. Auflage 1998, 3. Auflage 2002 (mit Titelblatt der 2. Aufl.)

| Personendaten    | Personendaten                     |
| ---------------- | --------------------------------- |
| NAME             | Stiegler, Herwig                  |
| KURZBESCHREIBUNG | österreichischer Rechtshistoriker |
| GEBURTSDATUM     | 23. Dezember 1938                 |
| GEBURTSORT       | Mödling                           |